# Загрузчик программ
Загру́зчик (англ. loader) — в информатике, программа, отвечающая за загрузку исполняемых файлов и запуск соответствующих новых процессов. Обычно является частью операционной системы, но может быть и самостоятельной программой — к примеру, позволяющей операционной системе запускать программы, скомпилированные для других операционных систем (см. также: эмуляторы, WINE).
При запуске новой программы загрузчик должен:
- Считать данные из запускаемого файла.
- Если необходимо — загрузить в память недостающие динамические библиотеки.
- Заменить в коде новой программы относительные адреса и символические ссылки на точные, с учётом текущего размещения в памяти, то есть выполнить связывание адресов (англ. Relocation).
- Создать в памяти образ нового процесса и запланировать его к исполнению.

Загрузчик операционной системы действует по схожему принципу, но обычно является отдельной программой, поскольку решает специфическую задачу — запуск самой операционной системы.